# Rananeida Corona
Rananeida Corona est une corona, formation géologique en forme de couronne, située sur la planète Vénus par 62,6° N et 263,5° E. Elle est localisée dans le quadrangle de Metis Mons. Elle a été nommée en référence à Rananeida, déesse sami-lapone du printemps et de la fertilité. 

## Géographie et géologie
Rananeida Corona couvre une surface circulaire d'environ 448 km de diamètre. Cette formation fait partie des 59 coronae de plus de 400 km de diamètre sur la surface de Vénus.